# Fidelity (canção)
"Fidelity" é uma canção da cantora e compositora Regina Spektor, lançado como o segundo single de seu quarto álbum Begin to Hope. A música marcou a primeira entrada de Spektor para a Billboard 100 e é sua canção de maior sucesso até o momento. Apesar da data de lançamento no dia 25 de Setembro (seu popular vídeo da música foi lançado antes), a canção não chegou às paradas até dezembro. A canção foi lançada no Reino Unido como um single de duas partes em 12 de março de 2007.
Spektor escreveu a música enquanto assistia ao filme Alta Fidelidade, que é baseado em um livro de Nick Hornby.
Em 2009, a canção foi usada com permissão como acompanhamento para o vídeo: "Don't divorce us", lançado pela Courage Campaign contra a Proposition 8. O vídeo foi visto mais de 500.000 vezes em uma semana. O single foi certificado de ouro pela RIAA pelas vendas de 500.000 cópias. e single lançado de seu álbum Begin to Hope, que era o seu single de maior sucesso nos Estados Unidos.

## O vídeo da música
É dirigido por  Marc Webb . O vídeo apresenta Spektor em um vestido preto e branco em um ambiente abstrato saboreando um chá sozinha. O quarto e a decoração também são preto e branco. À medida que o vídeo avança, um terno vazio é mostrado, que dialoga com Spektor como se fosse um companheiro real. Perto do final do vídeo, Spektor derruba um pingente de coração no chão, revelando um pó colorido. Um homem (interpretado por  Scoot McNairy  ) aparece de terno, e os dois, em seguida, brincar com o pó, e juntam as mãos quando o vídeo termina.

## Lista
```
CD UK 1
```

1. "Fidelity"
2. "Music Box"

```
CD UK 2
```

1. "Fidelity"
2. "Music Box"
3. "December"
4. "Fidelity" (Video Avançado)

```
Reino Unido [ [download Música | transferência digital ]] / AUS CD
```

1. "Fidelity"
2. "Music Box"
3. "December"

## References
1. ↑  Don't divorce us video Arquivado em 24 de julho de  2012, no Wayback Machine., the Courage Campaign website, with acknowledgement to Regina Spektor
2. ↑  Same-sex marriage movement looks to 'Obamify', San Francisco Chronicle, February 16, 2009,
3. ↑  «RIAA Certifications for Regina Spektor». Billboard. Consultado em 20 de fevereiro de 2008